# 大苞越桔
大苞越桔（学名：Vaccinium modestum）为杜鹃花科越桔属下的一个种。

## 扩展阅读
- 維基物種上的相關：大苞越桔